# Hotel Frederiksoord

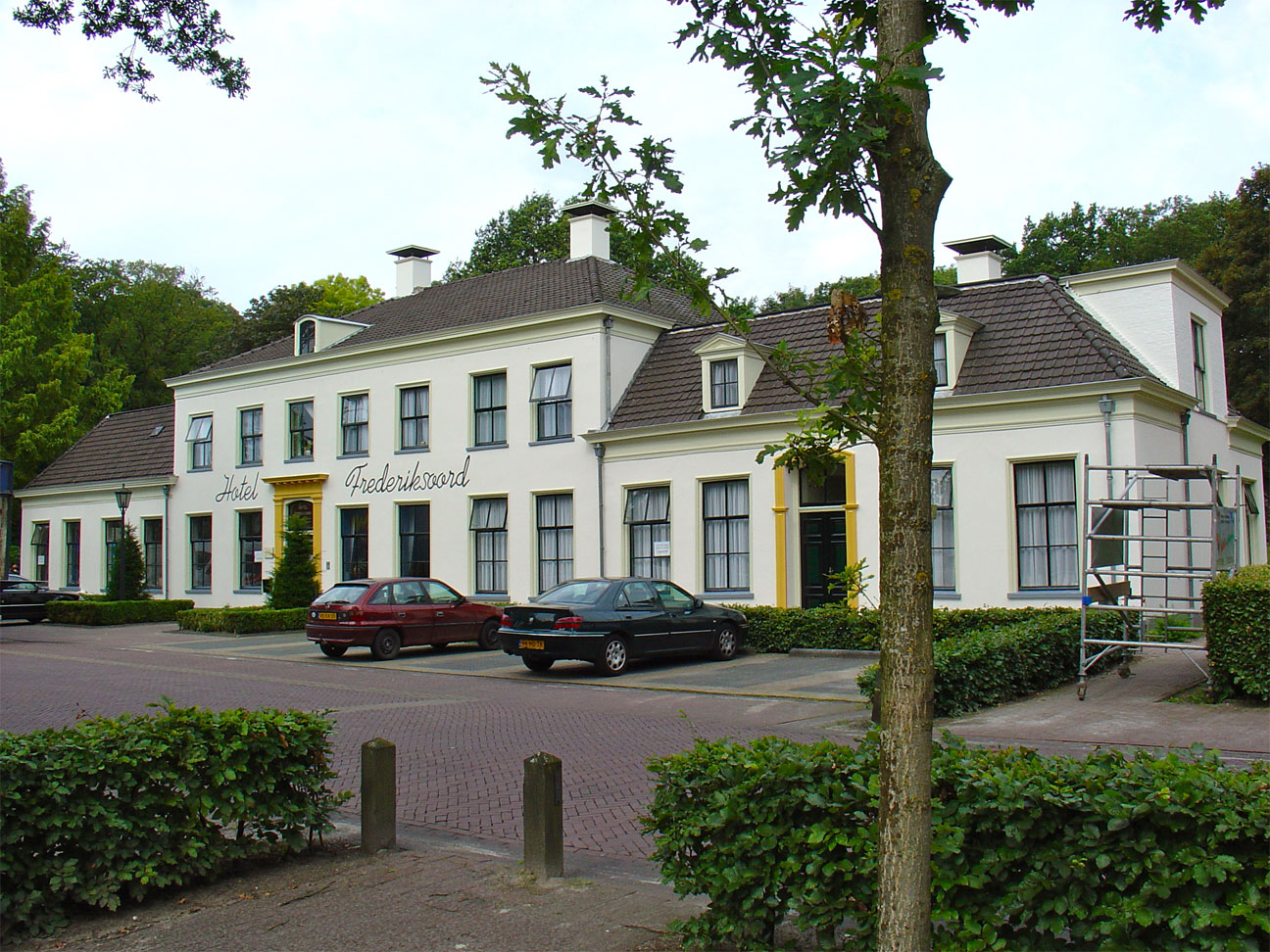
Het hotel Frederiksoord in Frederiksoord anno 2009

Hotel Frederiksoord is een uit 1770 stammende Nederlandse horecagelegenheid in de Drentse plaats Frederiksoord.

## Geschiedenis

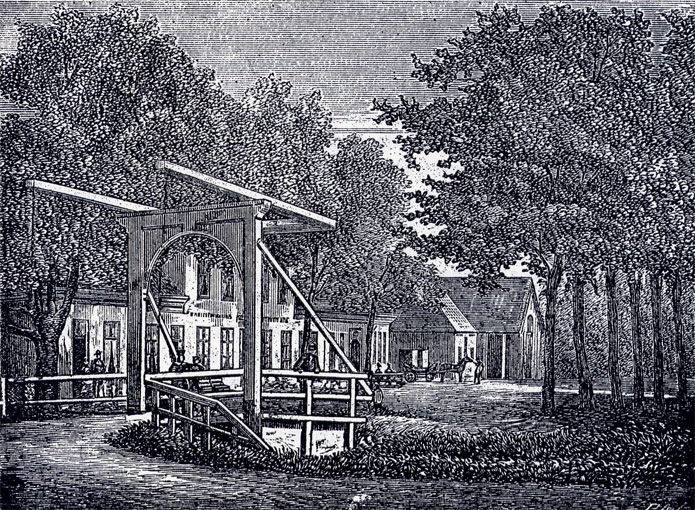
Het logement + directeurswoning in 1878

Nadat in 1766 het landgoed Westerbeeksloot in handen was gekomen van Nicolaas Heloma uit het Friese Heerenveen liet deze in 1770 aan de Westerbeeksloot een tapperij bouwen. Toen de Maatschappij van Weldadigheid in 1818 begon met de vestiging van een proefkolonie op deze plaats werd de tapperij omgebouwd tot een logement met een achttal kamers, waar de gasten van de Maatschappij konden logeren. Na de verbouwing die in 1821 plaatsvond werd ook de directeur van de kolonie in het logement gehuisvest. Het logement werd verhuurd aan postmeester Schuttelaar uit Steenwijk, op voorwaarde dat vier kamers ter beschikking zouden blijven voor de Permanente Commissie (= het dagelijks bestuur) van de Maatschappij van Weldadigheid. Dat de directeur hier werd gehuisvest had waarschijnlijk een strategische reden: hij kon op deze manier toezicht houden op mogelijk drankmisbruik door de kolonisten. In 1885 kwam er een nieuwe huurder en kreeg het de huidige naam Hotel Frederiksoord. In de jaren 1981/1982 is het gebouw gerestaureerd.
In maart 2009 is de exploitant van Hotel Frederiksoord failliet gegaan. Na een leegstand van enkele maanden is de Maatschappij van Weldadigheid in juli 2009 begonnen met de renovatie van het hotel en restaurant. In september 2009 was de renovatie van het restaurant en hotel afgerond. Na de renovatie is het hotel met restaurant en brasserie weer open gegaan voor gasten.
De nieuwe exploitant heeft in de zomer van 2010 de tuin opgeknapt aan de achterkant van het rijksmonumentale hotel. De tuin loopt nu vloeiend door in het Sterrebos.
In 2022 is Hotel Frederiksoord met een aantal kamers uitgebreid.
Hotel Frederiksoord is erkend als rijksmonument.
In augustus 2009 heeft het dorp Frederiksoord de status van beschermd dorpsgezicht gekregen.